# Miguel Hidalgo, Jiménez
Miguel Hidalgo är en ort i Mexiko.   Den ligger i kommunen Jiménez och delstaten Chihuahua, i den centrala delen av landet, 1 000 km nordväst om huvudstaden Mexico City. Miguel Hidalgo ligger 1 344 meter över havet och antalet invånare är 118.
Terrängen runt Miguel Hidalgo är platt åt sydväst, men åt nordost är den kuperad. Runt Miguel Hidalgo är det mycket glesbefolkat, med 3 invånare per kvadratkilometer. Närmaste större samhälle är José Mariano Jiménez, 15,4 km sydväst om Miguel Hidalgo. Omgivningarna runt Miguel Hidalgo är i huvudsak ett öppet busklandskap.